# Onómarco de Andros
Onómarco de Andros (en griego Ὀνόμαρχος ἐκ τὴς Ἄνδρου, lat. Onomarchus) fue un sofista griego del s. II d. C., representante del estilo "asiático". Es mencionado por Filóstrato de Atenas en su Vida de los Sofistas (2.18). Ejerció su enseñanza a la vez que los sofistas Adriano de Tiro y Cresto ejercían en Atenas, y fue discípulo de Herodes Ático. Se conserva solo un fragmento de un discurso de tintes eróticos sobre el tema "El (hombre) enamorado de una estatua". Es posible que muriera en Atenas, a avanzada edad. Marco de Bizancio también trató sobre su vida en un escrito hoy perdido.